# Laura Deloose
Laura Deloose (Bornem, 18 juni 1993) is een Belgische voetbalspeelster. Sinds 2017 speelt ze in de verdediging bij Anderlecht in de Super League. Ze speelt ook voor de Red Flames.
Laura Deloose is de zus van Stefan Deloose.

## Loopbaan

### Club
Deloose begon haar loopbaan als vijfjarige bij FC Oppuurs. Hierna trok ze naar FC Kontich. Sinds 2012 speelt ze voor RSC Anderlecht. Vanaf seizoen 2012-13 tot 2014-15 speelde ze voor Anderlecht 69 wedstrijden in de BeNe League goed voor een totaal van 6 165 speelminuten. Na het ophouden van de BeNe League speelde Anderlecht in de Super League waar Deloose in het seizoen 2015-16 van de 28 gespeelde wedstrijden 27 keer titularis was en 1 keer scoorde.

### Red Flames
Op 23 mei 2015 speelde Deloose haar eerste wedstrijd voor de Red Flames tegen Noorwegen, deze werd met 3-2 gewonnen. In de match tegen Estland op 12 april 2016 die met 6-0 gewonnen werd, werd ze uitgeroepen tot 'Flame van de Wedstrijd'.
Deloose was ook geselecteerd voor de wedstrijden in de Cyprus Cup 2017. Deloose maakte ook deel uit van de selectie van de Red Flames tijdens het Europees kampioenschap voetbal vrouwen 2017. Ze speelde twee van de drie Belgische groepswedstrijden.